# Харизма Каппелли
Харизма Каппелли (англ. Charisma Cappelli, настоящее имя Shannon Evans; род. 8 июня 1986, Кентукки, США) — американская модель, порноактриса и танцовщица.

## Премии и номинации
- 2010 The Penthouse Gold G-String Awards победа — Best Adult Film Star[1]